# Aguadilla

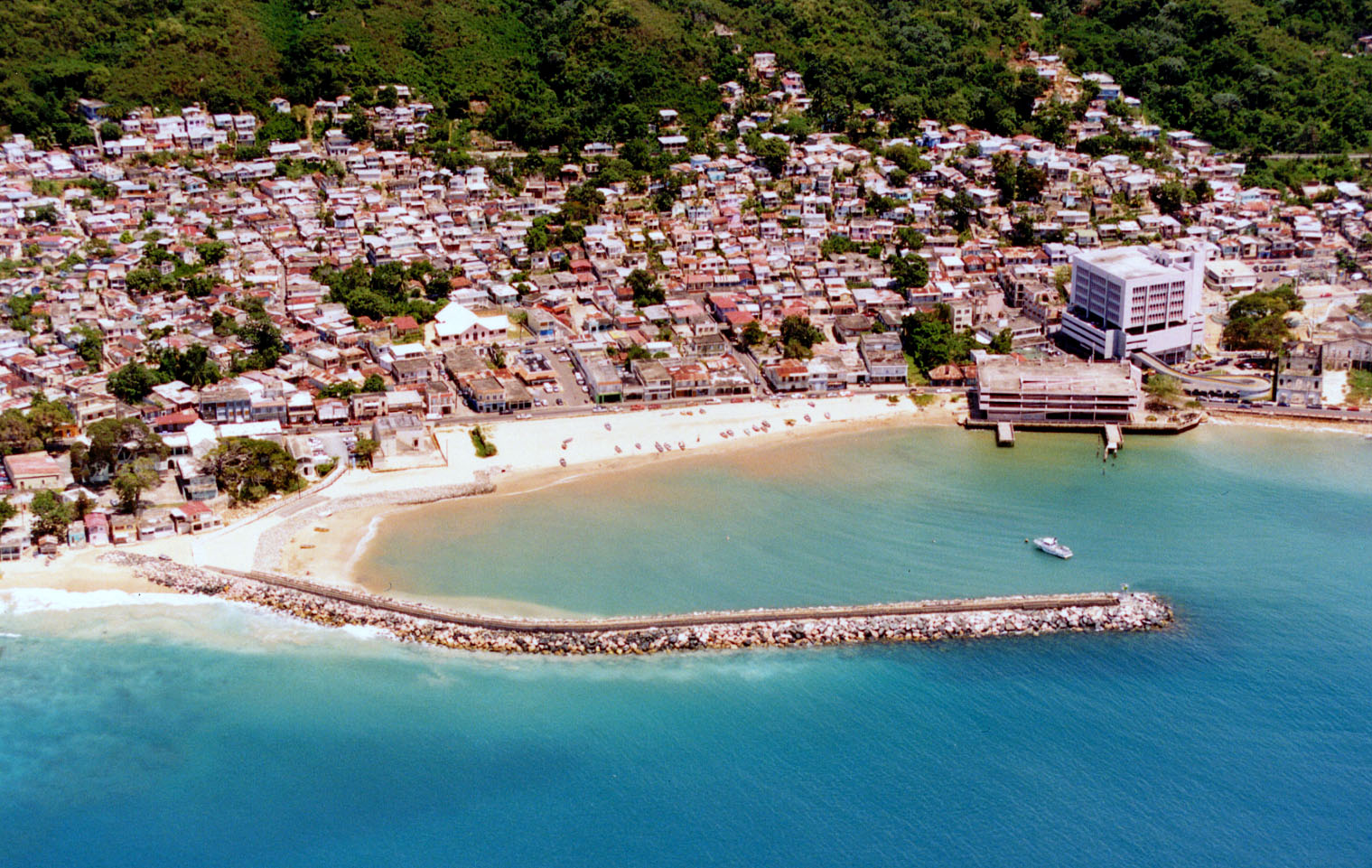
Vista aèria d'Aguadilla

Aguadilla és un municipi de Puerto Rico situat al nord-est de l'illa, també conegut amb els noms d'El Nuevo Jardín del Atlántico, La Villa del Ojo de Agua i El Pueblo de los Tiburones. Limita al nord amb l'oceà Atlàntic i amb el municipi d'Isabela; pel sud amb Moca i Aguada; per l'est amb Isabela i Moca; i per l'oest amb l'Oceà Atlàntic.
El municipi està dividit en 16 barris: Aguacate, Aguadilla Pueblo, Arenales, Borinquen, Caimital Alto, Caimital Bajo, Camaceyes, Corrales, Ceiba Alta, Ceiba Baja, Guerrero, Maleza Alta, Maleza Baja, Montaña, Palmar i Victoria.

## Fills Il·lustres
- Jesús Figueroa Iriarte (1878-1971), músic.